# Parole nel vuoto
Parole nel vuoto è una raccolta di scritti dell'architetto austriaco Adolf Loos, pubblicati tra la fine del XIX secolo e i primi decenni del XX secolo. Il libro raccoglie testi di tipo diverso — saggi teorici, riflessioni critiche, articoli di giornalismo — che trattano argomenti legati all'architettura, al design e al modo di vivere moderno. In Italia è uscito per la prima volta nel 1972 per Adelphi Edizioni, con una prefazione di Joseph Rykwert, ed è stato poi ristampato più volte, anche in edizioni economiche e illustrate. L'opera è considerata importante per capire il pensiero di Loos e il dibattito sul modernismo.

## Contenuto
Il titolo si riferisce al fatto che Loos si sentiva un “mezzo fallito”, un intellettuale spesso ignorato o frainteso. Nei suoi scritti parla di molti temi, dalla critica dell'arte alla vita di tutti i giorni, passando per la funzione dell'architettura. Lo stile è diretto e a volte tagliente, con un certo umorismo e un tono disincantato sul progresso. I pezzi non seguono un ordine preciso: il lettore può leggerli in qualunque ordine, sopratutto scegliendo dai titoli, che parlano di argomenti vari come i materiali da costruzione o l'eliminazione dei mobili. Anche quando parla di cose banali, Loos esprime idee chiare sul ruolo dell'architettura nella società.

### Ornamento e delitto
Tra i testi più conosciuti c'è il saggio del 1908 Ornamento e delitto, uno dei più citati del movimento moderno. Il brevissimo saggio è contenuto nella raccolta Ins Leere gesprochen Trotzdem pubblicata nel 1962. Nel testo l'autore approfondiva i temi della sua polemica con gli artisti della Secessione viennese ed esponeva una sua teoria in cui si privilegia l'utilità della produzione di oggetti di forma semplice e funzionale. Anche grazie a questo scritto, Loos verrà in seguito considerato uno dei fondatori del Razionalismo europeo e, in genere, del gusto architettonico moderno. 
Nel 1973 Aldo Rossi realizzò un documentario dal titolo Ornamento e delitto con regia di Luigi Durissi, che in parte trae spunto dal saggio di Loos.

## Edizioni
- (FR)  A. Loos, Ornement et crime, L'Esprit Nouveau, numero 2, 1920 pp. 159-168
- (DE)  Adolf Loos, Ins Leere gesprochen Trotzdem, Herold, Vienna e Monaco, 1962.
- (IT)  Adolf Loos, Parole nel vuoto, traduzione di Sonia Gessner, Milano, Adelphi, 1972, pp. 217-229.